# Древнеармянский календарь
Древнеармя́нский календа́рь (арм. Հին հայկական տոմար) или Айкидский календарь (арм. Հայկյան տոմար) — солнечный календарь, которым пользовались в Древней Армении до принятия христианства, основывавшийся на той же модели, что и древнеегипетский календарь и состоявший из 365 дней в году.
Новый год согласно древнеармянскому календарю наступает 1 навасарда (11 августа по юлианскому календарю).

## История
Согласно данным Анании Ширакаци, первоначально в Древней Армении пользовались лунным календарём. Это действительно вполне возможно, так как на многих армянских скульптурах и рельефах наряду с солнцем, фигурирует и луна.
В одной из рукописей Мовсеса Хоренаци говорится, что царь Арташес I (189—160 годы до н. э.) особое внимание уделял развитию ряда наук, в том числе и календареведению.
Согласно традиции, летоисчисление по древнеармянскому календарю начинается с победы Патриарха Айка над вавилонским царём Бэлом в 2492 году до н. э. Эта дата была вычислена в конце XIX века Гевондом Алишаном на основе обратного отсчёта двух так называемых армянских циклов, взяв 428 год, когда новый год в движимом армянском календаре приходился на 11 августа. Вычтя из этой даты первый цикл (1460), он получил 1033 год до н. э., после чего он вычел второй цикл и получил 2492 год, когда Патриарх Айк убил Бела. Согласно этой этиологической легенде, именно с победы Патриарха Айка началось не только армянское летоисчисление, но и было положено начало формирования армянского народа, а от эпонима Айк произошли самоназвания армянского народа — «һайк» и «һайказунк», и отсюда «һай», как форма единственного числа.
Хотя некоторые историки[кто?] ставят под сомнение расчёты, сделанные Алишаном, традиционно именно 2492 год до н. э. считается первым годом армянского календаря. 11 августа 2007 года в Армении праздновался новый 4500 год по древнеармянскому календарю.
Языческий календарь в Армении вышел из употребления после принятия в стране христианства в качестве официальной религии. В течение последующих веков древнеармянский календарь постепенно был забыт, попытки его реконструкции стали предприниматься лишь в Новое время[когда?]

.

## Особенности
Продолжительность древнеармянского года была принята равной 365 суткам. Таким образом, армянский календарный год был немного короче солнечного (тропического), равного 365,2422 суток. Календарный год делился на 12 месяцев по 30 дней в каждом, причём в конце года прибавлялось ещё 5 дополнительных дней (30 х 12 + 5 = 365).
По своей структуре древнеармянский календарь воспроизводил одну из древнейших календарных систем — египетскую. Египетский календарь также исходил из постоянного количества дней в году, равного 365 и, в отличие от юлианского календаря, не имел високосных годов. Так же, как и армянский, древнеегипетский год состоял из 12 тридцатидневных месяцев с добавлением по их окончании ещё 5 дней. И древнеегипетский, и древнеармянский календари в одинаковой мере убегали вперёд по сравнению с юлианским, обгоняя его каждые 4 года на 1 день. За 1460 лет египетский и армянский календари опережали юлианский календарь на целый год (365 суток). Другими словами, 1461 египетский или армянский год соответствовали 1460 юлианским годам. Через 1460 лет начало египетского или армянского года, обойдя последовательно (в обратном порядке) все числа юлианского календаря, возвращается на исходное число. Этот промежуток в 1460 лет древние египтяне называли «Софическим периодом» или «периодом Сотиса».
В качестве начала эры в древнеармянской хронологии фигурирует дата, соответствующая 11 июля 552 года по юлианскому календарю. Другая армянская хронологическая система берёт за исходную точку дату на год позже (11 июля 553 года). Таким образом, существуют два вида древнеармянского летосчисления и при пользовании армянскими источниками предварительно необходимо установить, по какой именно системе они датированы. Большей частью даты даются по отсчёту от 11 июля 552 года.

## Названия

### Дни недели
В языческие времена армяне, как и греки или римляне, называли дни недели по именам солнца, луны и известных тогда пяти планет:
| Древнеармянский    | Григорианский |
| ------------------ | ------------- |
| Арегаки (Солнце)   | Воскресенье   |
| Лусни (Луна)       | Понедельник   |
| Грат (Марс)        | Вторник       |
| Пайлацу (Меркурий) | Среда         |
| Луснтаг (Юпитер)   | Четверг       |
| Арусьяк (Венера)   | Пятница       |
| Еревак (Сатурн)    | Суббота       |

### Месяцы
Что касается месяцев, у армян их было 13, как у персов или египтян. 12 месяцев по 30 дней в каждом и 13-й месяц, в котором было 5 дней:
| Месяц    | Количество дней                                           | Промежуток              |
| -------- | --------------------------------------------------------- | ----------------------- |
| Навасард | 30 дней                                                   | 11 августа — 9 сентября |
| Гор      | 30 дней                                                   | 10 сентября — 9 октября |
| Сахми    | 30 дней                                                   | 10 октября — 8 ноября   |
| Тре      | 30 дней                                                   | 9 ноября — 8 декабря    |
| Кагоц    | 30 дней                                                   | 9 декабря — 7 января    |
| Арац     | 30 дней                                                   | 8 января — 6 февраля    |
| Мехеки   | 30 дней                                                   | 7 февраля — 8 марта     |
| Арег     | 30 дней                                                   | 9 марта — 7 апреля      |
| Ахекан   | 30 дней                                                   | 8 апреля — 7 мая        |
| Марери   | 30 дней                                                   | 8 мая — 6 июня          |
| Маргац   | 30 дней                                                   | 7 июня — 6 июля         |
| Хротиц   | 30 дней                                                   | 7 июля — 5 августа      |
| Авельяц  | 5 дней (в невисокосном году) и 6 дней (в високосном году) | 6 августа — 10 августа  |

### Дни месяца
Примечательно, что в древнеармянском календаре не только месяцы, но и дни месяца имели свои названия. Каждый день назывался по имени одного из богов армянского пантеона:
| №  | День месяца | №  | День месяца | №  | День месяца |
| -- | ----------- | -- | ----------- | -- | ----------- |
| 1  | Арег        | 11 | Ерезкан     | 21 | Гргур       |
| 2  | Грант       | 12 | Ани         | 22 | Кордуик     |
| 3  | Арам        | 13 | Пархар      | 23 | Цмак        |
| 4  | Маргар      | 14 | Ванат       | 24 | Луснак      |
| 5  | Агранк      | 15 | Арамазд     | 25 | Црон        |
| 6  | Мадег       | 16 | Мани        | 26 | Нпат        |
| 7  | Астгик      | 17 | Асак        | 27 | Ваагн       |
| 8  | Мигр        | 18 | Масис       | 28 | Сеин        |
| 9  | Дзопабер    | 19 | Анаит       | 29 | Вараг       |
| 10 | Мурц        | 20 | Арагац      | 30 | Гишеравар   |

Поскольку один солнечный год состоит из 365 дней, древние армяне добавили ещё один месяц «Авельяц», который состоял из 5 дней:
| № | День Авельяца |
| - | ------------- |
| 1 | Луц           |
| 2 | Егджеру       |
| 3 | Паразнот      |
| 4 | Артахот       |
| 5 | Цкравори      |

### Часы
Дневные и ночные часы делили на четыре части, каждая из которых содержала по три часа. Именно эта дифференциация впоследствии составила основу богослужения Армянской апостольской церкви.
24 часа суток также имели свои собственные названия:
| Ночные часы | Ночные часы | Ночные часы                   | Дневные часы | Дневные часы | Дневные часы                                       |
| №           | Время       | Название                      | №            | Время        | Название                                           |
| ----------- | ----------- | ----------------------------- | ------------ | ------------ | -------------------------------------------------- |
| 1           | 18—19       | Хавараканн (темнеющий)        | 13           | 6—7          | Айгн (заря, начало, юность)                        |
| 2           | 19—20       | Агджамугджн (сумеречный)      | 14           | 7—8          | Цайгн (предрассветный)                             |
| 3           | 20—21       | Мтацьялн (затемнённый)        | 15           | 8—9          | Зоряцьялн или Зайрецеал, Цайрацеал (усиливающийся) |
| 4           | 21—22       | Шагувотн (росистый)           | 16           | 9—10         | Чарагайтьялн (излучающий)                          |
| 5           | 22—23       | Камавотн (спешащий)           | 17           | 10—11        | Шаравигьялн (лучистый)                             |
| 6           | 23—24       | Баваканн (достаточный)        | 18           | 11—12        | Еркратесн (объявший землю)                         |
| 7           | 0—1         | Автапьялн                     | 19           | 12—13        | Шантакалн или Шантакох (жалящий, палящий)          |
| 8           | 1—2         | Гизкан                        | 20           | 13—14        | Хракатн или Гракатн (источающий пламя)             |
| 9           | 2—3         | Лусачемн (колеблющийся свет)  | 21           | 14—15        | Хуртапайлн или Хуртапайлеал (полыхающий пламенем)  |
| 10          | 3—4         | Аравотн (утро)                | 22           | 15—16        | Тагантеал (покрытый оболочкой)                     |
| 11          | 4—5         | Лусапайлн (лучезарный)        | 23           | 16—17        | Арагот или Араварн (скорый)                        |
| 12          | 5—6         | Пайлацумн (сияющий; Мейкурий) | 24           | 17—18        | Арпогн или Арпох (солнечный)                       |

## Сравнительная таблица
| Юлианский                       | Древнеармянский |
| ------------------------------- | --------------- |
| с 11 августа 2492 года до н. э. | 1 год           |
| с 11 августа 2000 года до н. э. | 492 год         |
| с 11 августа 1500 года до н. э. | 992 год         |
| с 11 августа 1000 года до н. э. | 1492 год        |
| с 11 августа 500 года до н. э.  | 1992 год        |
| с 11 августа 1 года             | 2494 год        |
| с 11 августа 500 года           | 2993 год        |
| с 11 августа 1000 года          | 3493 год        |
| с 11 августа 1500 года          | 3993 год        |
| с 11 (24) августа 2000 года     | 4493 год        |
| с 11 (24) августа 2024 года     | 4517 год        |